# Senaki (distrikt)
Senaki (georgiska: სენაკის მუნიციპალიტეტი, Senakis munitsipaliteti) är ett distrikt i Georgien. Det ligger i regionen Megrelien-Övre Svanetien, i den västra delen av landet.